# Borchen
Borchen är en kommun i Kreis Paderborn i Regierungsbezirk Detmold i förbundslandet Nordrhein-Westfalen i Tyskland. Kommunen bildades 1 januari 1975 genom en sammanslagning av de tidigare kommunerna Borchen, Dörenhagen och Etteln i den nya kommunen Borchen.